# Hulikunte, Dod Ballapur
Hulikunte là một làng thuộc tehsil Dod Ballapur, huyện Bangalore Rural, bang Karnataka, Ấn Độ.